# إلياس جون جب
إلياس جون ولكنسون جب (بالإنجليزية: Elias John Wilkinson Gibb)‏ (توفي 1319 هـ / 1901 م) هو مستشرق إسكتلنديٌ. تخصَّص في تاريخ العرب والفرس والترك.
لم يسافر جب إلى أي بلد من بلاد الشرق الإسلامي، مع أنه تخصَّص في لغاتها وآدابها.

## آثاره
- «تاريخ الشعر العثماني» History of Ottoman Poetry ، نشر الجزء الأول منه ولكن توفي قبل نشر بقية الأجزاء، فتولى ادوارد براون الإشراف على طبع الباقي.
- فهرس المخطوطات العربية والسريانية والعبرية في جامعة جلاسجو.[3]